# وحدة ذرية
وحدات ذرية (بالإنجليزي: Atomic units) نظام مكون من وحدات طبيعية تستخدم في حسابات فيزياء ذرية .
أنواع الوحدات الذرية بناء على الاختلاف في وحدة الكتلة والشحنة :
•	وحدات هارتري
•	وحدات ريدبرغ.
في نظام الوحدات الذرية هناك أربعة ثوابت عددية فيزيائية هي :
•	كتلة الإلكترون {\displaystyle \!m_{\mathrm {e} }};
•	شحنة أولية {\displaystyle \!e};
•	انخفاض ثابت بلانك {\displaystyle \hbar =h/(2\pi )};
•	ثابت كولوم {\displaystyle 1/(4\pi \epsilon _{0})}.

## الوحدات المستخدمة
بفرض أن كتل بعض الجسيمات أكبر من كتلة الإلكترون بثلاث إلى 4 مرات بالتالي يمكن كتابة
- "{\displaystyle m=3.4~m_{e}}"
- "{\displaystyle m=3.4~\mathrm {a.u.} }"
- "{\displaystyle m=3.4}". وفي هذه الحالة {\displaystyle 3.4~m_{e}=3.4}.[2][3]

## وحدات ذرية أساسية
| بعد            | تسمية             | رمز/تعريف                              | قيمته في نظام الوحدات الدولي      |
| -------------- | ----------------- | -------------------------------------- | --------------------------------- |
| كتلة           | كتلة الإلكترون    | {\displaystyle \!m_{\mathrm {e} }}     | 9.1093826(16)×10−31 كـg           |
| شحنة الإلكترون | الشحنة الأولية    | {\displaystyle \!e}                    | 1.60217653(14)×10−19 C            |
| زخم زاوي       | انخفاض ثابت بلانك | {\displaystyle \hbar =h/(2\pi )}       | 1.05457168(18)×10−34 J•s          |
| ثابت كولوم     | ثابت قوة كولوم    | {\displaystyle 1/(4\pi \epsilon _{0})} | 8.9875517873681×109 kg•m3•s-2•C-2 |

## ثوابت فيزيائية ذات صلة
| اسم                      | رمز/تعريف                                                                                              | قيمته في نظام الوحدات الدولي                                  |
| ------------------------ | --- | ------------------------------------------------------------- |
| سرعة الضوء               | {\displaystyle \!c}                                                                                    | {\displaystyle \!1/\alpha \approx 137}                        |
| نصف قطر تقليدي للإلكترون | {\displaystyle r_{\mathrm {e} }={\frac {1}{4\pi \epsilon _{0}}}{\frac {e^{2}}{m_{\mathrm {e} }c^{2}}}} | {\displaystyle \!\alpha ^{2}\approx 5.32\times 10^{-5}}       |
| كتلة بروتون              | {\displaystyle m_{\mathrm {p} }}                                                                       | {\displaystyle m_{\mathrm {p} }/m_{\mathrm {e} }\approx 1836} |

حيث أن {\displaystyle \alpha ={\frac {e^{2}}{(4\pi \epsilon _{0})\hbar c}}\approx 1/137}